# Rhynchoconger flavus
Rhynchoconger flavus är en fiskart som först beskrevs av George Brown Goode och Tarleton Hoffman Bean, 1896.  Rhynchoconger flavus ingår i släktet Rhynchoconger och familjen havsålar. Inga underarter finns listade i Catalogue of Life.